# Gurgel Supermini
O Supermini é a evolução do BR-800, ele foi a resposta da Gurgel aos novos 1.0 da concorrência. Seguindo a mesma proposta de seu antecessor, é um minicarro exclusivamente urbano compacto e econômico, as maiores diferenças estão no desenho mais moderno, acabamento e potência.
Em relação ao seu antecessor, ele ganhou algumas “curvas” que fizeram sua aparência melhorar, agora com um acabamento de melhor qualidade como o painel mais bem desenhado, bancos altos e melhores, interior todo acarpetado e o entreeixos 10 cm maior.
A versão SL (a mais comum) contava com equipamentos como conta-giros, relógio analógico, toca-fitas com antena no teto, brake-light, repetidores de pisca no teto, banco traseiro bi-partido e outros, enquanto seus concorrentes na faixa dos 1.0 sequer ofereciam retrovisor do lado direito ou encostos de cabeça.
Em relação à parte mecânica o motor continua praticamente o mesmo (Gurgel Enertron), só que evoluções mecânicas fizeram o consumo diminuir e a potência aumentar para 36 cv, mantendo a tração traseira mas utilizando um novo câmbio. Diferentemente do BR-800 o Supermini não é 100% brasileiro, o câmbio é argentino.
Porém, mesmo com todos estes avanços técnicos, a concorrência possuía veículos mais potentes, espaçosos, e confortáveis (mesmo com ausência de itens de requinte como os do Supermini). Não obteve o sucesso esperado, gerando grande queda nas vendas. Sua carroceria era em fibra, a parte frontal de seu chassi tem um sistema chamado de fusível, em caso de colisão ela se deforma para absorver o impacto. O Supermini se manteve em fabricação até o fim de 1994, chegando a ser vendidas algumas unidades em 1995 com denominação ano/modelo 1995/1995, após isso a Gurgel Motores S/A acabou por falir. Hoje, ainda existem muitos circulando pelo Brasil com motor original ou adaptado do Fusca, Gol BX, entre outros. O motor do Fusca é o mais comumente usado.

## Ficha Técnica

### Motor
- Denominação: Gurgel Enertron

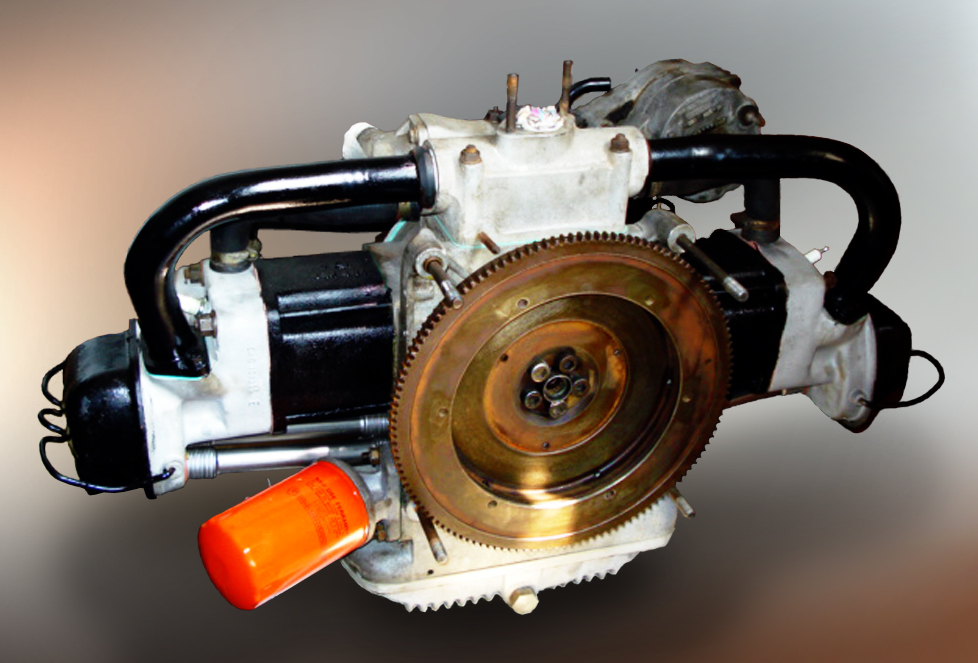
Gurgel Enertron

- Tipo de construção: Combustão interna, dois cilindros, montado na dianteira do veículo
- Disposição dos cilindros: opostos horizontalmente
- Diâmetro: 85,5 mm
- Curso do pistão: 69 mm
- Cilindrada: 792 cm³
- Taxa de compressão: 8,7:1
- Válvulas: no cabeçote
- Folga das válvulas: 0,15 mm admissão e 0,15 mm escapamento (regulagem a quente)
- Potência máxima: 26,5 kW (36 cv) a 5500 rpm (ABNT NBR-5484)
- Torque máximo: 66 Nm (6,6 kgf) a 2500 rpm (ABNT NBR-5484)
- Lubrificação: sob pressão, com bomba toroidal
- Alimentação: por bomba de gasolina mecânica
- Carburador: de corpo simples e aspiração descendente
- Filtro de ar: seco, com elemento filtrante de papel
- Arrefecimento: a água com circulação forçada por bomba d'água integrada ao comando de válvulas. Radiador com depósito de compensação, ventilador elétrico, acionado por interruptor termostático
- Ignição: controlada por micro-processador eletrônico, mas não elimina o distribuidor
- Ângulo de avanço inicial: 16º AMPS
- Velas: rosca  (M 14 x 1,25 mm) - tipo: NGK BPR 5 EY / Bosch WR 8 AC
- Afastamento dos eletrodos: 0,6 a 0,8 mm
- Combustível: Gasolina tipo C

### Embreagem
- Tipo: monodisco a seco, acionamento mecânico
- Folga do pedal: 10 a 20 mm

### Transmissão
- Tração traseira por eixo cardã e diferencial
- Caixa de mudanças: 4 marchas sincronizadas à frente e uma à ré

Relação de transmissão:
- 1ª: 3,65:1
- 2ª: 2,14:1
- 3ª: 1,37:1
- 4ª: 1,00:1
- ré: 3,66:1

- Razão de transmissão do diferencial: 4,10:1

### Carroceria
Estrutura espacial em aço com perfil tubular misto (quadrado e cilíndrico). Os tubos transversais que formam o lado inferior da carroceria são na verdade tubos de torque que, em caso de colisão lateral, se deformam amortecendo o impacto. A carroceria é formada também por  painéis modulares em plástico de engenharia, um tipo de material que já era conhecido no meio automobilístico com matéria-prima na confecção de algumas peças, mas que foi reconhecido como material muito versátil devido à Gurgel, que utilizava largamente o material em seus veículos. O percentual de utilização da fibra de vidro no Supermini era de cerca de 65%, como exemplo, além da carroceria, o painel interior, as forrações de acabamento das portas e até mesmo algumas peças do motor são feitas de fibra de vidro. A parte frontal do chassi é provida de um sistema de segurança que utiliza barras de aço de torque, que se deformam no caso de uma eventual colisão, amortecendo o impacto.

### Suspensão dianteira
- Independente, com molas helicoidais e amortecedores telescópicos de dupla ação, geometricamente progressiva.

### Suspensão traseira
- Sistema "Leaf Coil" - conjuga a ação das lâminas paralelas à ação das molas helicoidais e amortecedores. As lâminas paralelas de aço, além de absorverem o torque do diferencial, trabalham também como um sistema estabilizador (Patente Gurgel).

### Direção
- Mecânica, tipo pinhão e cremalheira
- Diâmetro mínimo de curva: 8,8 m

### Rodas
- Aro estampado em aço -  4,5 J x 13
- Pneus radiais- 145 R x 13

### Freios
- De serviço: hidráulico, circuito duplo com ação nas quatro rodas
- Dianteiros a disco
- Traseiros a tambor
- De estacionamento: mecânico, com ação sobre as rodas traseiras

### Sistema elétrico
- Bateria: 12V, 45Ah
- Alternador: 12V, 32A

### Peso
- 645 Kg
- Carga útil (4 ocupantes e bagagens): 350 Kg
- Peso total admissível: 995 Kg

### Abastecimento
- Reservatório de combustível: 40 litros
- Cárter do motor (com filtro): 2,5 litros
- Caixa de mudanças: 1,1 litros
- Diferencial: 0,8 litros
- Radiador (sistema de arrefecimento): 3,4 litros
- Fluido de freio: 0,34 litros

### Dimensões
- Comprimento:  3,195 m
- Largura: 1,50 m
- Altura:  1,468 m
- Distância entre eixos: 2,00 m
- Bitola dianteira: 1,285 m
- Bitola traseira: 1,285 m
- Altura livre do solo: 15 cm

### Desempenho
- Velocidade máxima: 120 km/h
- Aceleração (0–100 km/h): 34,63 segundos

## Produção
| Ano   | Produção (unidades) |
| ----- | ------------------- |
| 1992  | 500                 |
| 1993  | ?                   |
| 1994  | ?                   |
| 1995  | ?                   |
| Total | 500                 |

## Ligações Externas
- Best Cars Web Site. Carros do passado
- Quatro Rodas. Grandes Brasileiros: Gurgel Supermini
- Quatro Rodas. Gurgel: o engenheiro que virou carro
- Lexicar Brasil. Gurgel
- Automobile Catalog
- Site Gurgel 800. Gurgel Supermini: espécie em evolução
- Gurgel Clube Rio de Janeiro